# ГЕС Содусу 1
ГЕС Содусу 1 — гідроелектростанція на північному сході Північної Кореї. Розташована перед ГЕС Содусу 2, становить верхній ступінь дериваційного каскаду, який використовує ресурс із правих приток річки Туманган (впадає у Японське море на кордоні КНДР та Росії).
У часи японського колоніального панування в Кореї спорудили цілий ряд дериваційних каскадів для використання великого перепаду висот на східному узбережжі півострова, яке омивається Японським морем, при цьому найпотужніші з них — Pujon, Changjin та Hochon — здійснювали перекидання води зі сточища річки Ялунцзян, яка належить до басейну Жовтого моря. Водночас найперший за часом спорудження каскад — Puren (японською Fusei) — відбирав ресурс ближче, з притоки річки Туманган, котра, перш ніж завернути та прорватись на схід до Японського моря, дренує західний схил прибережних гір. Подібну схему (тільки з іншою правою притокою Туманган, що впадає в неї ближче до витоку) на початку 1940-х вирішили реалізувати для чергового дериваційного каскаду Содусу. Потужність останнього при цьому передбачалась у рази більшою від каскаду Puren — 308 МВт проти 28 МВт.
У межах проєкту Содусу японці запланували перекрити однойменну притоку Туманган бетонною гравітаційною греблею заввишки 108 метрів, яка б утримувала водосховище з об'ємом 340 млн м3. Роботи по станції Содусу 1, потужність якої очікувалася на рівні у 134 МВт, розпочали в 1942-му, проте до кінця Другої світової війни (а з нею і японського панування в Кореї) залишалось не так багато часу. Далі на півострові відбулась Корейська війна, і лише у 1959-му, по відновленню вже наявних каскадів, вирішили повернутися до спорудження Содусу. Цього разу реалізація проєкту планувалась за допомоги китайської сторони, проте за кілька років він знову забуксував. У підсумку роботи відновились 1968-го та завершились введенням першої станції в експлуатацію за чотири роки по тому.
Окрім створеного на Содусу водосховища Вонбонг, ресурс для роботи каскаду накопичується в розташованому далі на схід сховищі Сін'ян (신양), яке утримує так само бетонна гребля на ще одній правій притоці Туманган. Відстань від Вонбонг до Сін'ян становить кілька кілометрів, тоді як між останнім і машинним залом Содусу 1 дериваційна траса долає близько 42 км. Споруджений у підземному виконанні зал розташували в долині однієї з річок, що дренує східний схил Північно-Корейських гір і впадає до Японського моря на південній околиці Чхонджіна.
У реалізованому варіанту Содусу 1 стала суттєво потужнішою, аніж у первісному японському проєкті — 200 МВт, що забезпечується чотирма турбінами по 50 МВт. Основне обладнання для станції постачили підприємства Австрії та Федеративної Республіки Німеччина. Гідроагрегати працюють при напорі у 338 метрів.
Відпрацьована на ГЕС Содусу 1 вода потрапляє до тунелю, котрий веде на розташовану за 16 км станцію Содусу 2 (можливо відзначити, що загальна довжина дериваційних тунелів каскаду становить 71,6 км).
Наразі каскад Содусу (서두수) перейменований у електростанцію 17 березня (3월 17일 발전소).
Можливо також відзначити, що на початку 21 століття на Содусу вище від сховища Вонбонг спорудили каскад із трьох станцій, верхньою з яких є ГЕС Paekdusan Songun Youth 1.